# Bolków (gromada)
Bolków – dawna gromada, czyli najmniejsza jednostka podziału terytorialnego Polskiej Rzeczypospolitej Ludowej w latach 1954–1972.
Gromady, z gromadzkimi radami narodowymi (GRN) jako organami władzy najniższego stopnia na wsi, funkcjonowały od reformy reorganizującej administrację wiejską przeprowadzonej jesienią 1954 do momentu ich zniesienia z dniem 1 stycznia 1973, tym samym wypierając organizację gminną w latach 1954–1972.
Gromadę Bolków z siedzibą GRN w mieście Bolkowie (nie wchodzącym w skład gromady) utworzono – jako jedną z 8759 gromad na obszarze Polski – w powiecie jaworskim w woj. wrocławskim, na mocy uchwały nr 14/54 WRN we Wrocławiu z dnia 2 października 1954. W skład jednostki weszły obszary dotychczasowych gromad Świny, Gorzanowice, Stare Rochowice i Wolbromek ze zniesionej gminy Wierzchosławice oraz Nowe Rochowice ze zniesionej gminy Kaczorów w tymże powiecie. Dla gromady ustalono 17 członków gromadzkiej rady narodowej.
1 stycznia 1957 do gromady Bolków z dużym prawdopodobieństwem włączono wsie Wierzchosławice, Półwsie i Wierzchosławiczki ze zniesionej gromady Wierzchosławice w tymże powiecie Gromada Bolków, oprócz bliskości geograficznej, jako jedyna w powiecie jaworskim zwiększyła znacząco liczbę członków GRN w okresie 1954–1957 (z 17 w 1954 roku do 27 w 1957 roku).
Gromada przetrwała do końca 1972 roku, czyli do kolejnej reformy gminnej. 1 stycznia 1973 w powiecie jaworskim utworzono gminę Bolków.